# Nothofagus resinosa
Nothofagus resinosa Steenis – gatunek rośliny z rodziny bukanowatych (Nothofagaceae). Występuje naturalnie na Nowej Gwinei. 

## Morfologia
PokrójZimozielone drzewo dorastające do 30–40 m wysokości.
LiścieBlaszka liściowa ma kształt od owalnego do podłużnego. Mierzy 4–5 cm długości oraz 1,5–2 cm szerokości, jest karbowana na brzegu, ma zaokrągloną nasadę i nacięty wierzchołek. Ogonek liściowy jest nagi i ma 6–8 mm długości.
OwocePojedyncze orzechy pozbawione kupul.

## Biologia i ekologia
Rośnie w lasach zrzucających liście. Występuje na wysokości od 1200 do 2900 m n.p.m.